# Android Auto
Ne doit pas être confondu avec Android Automotive.
 (octobre 2017).

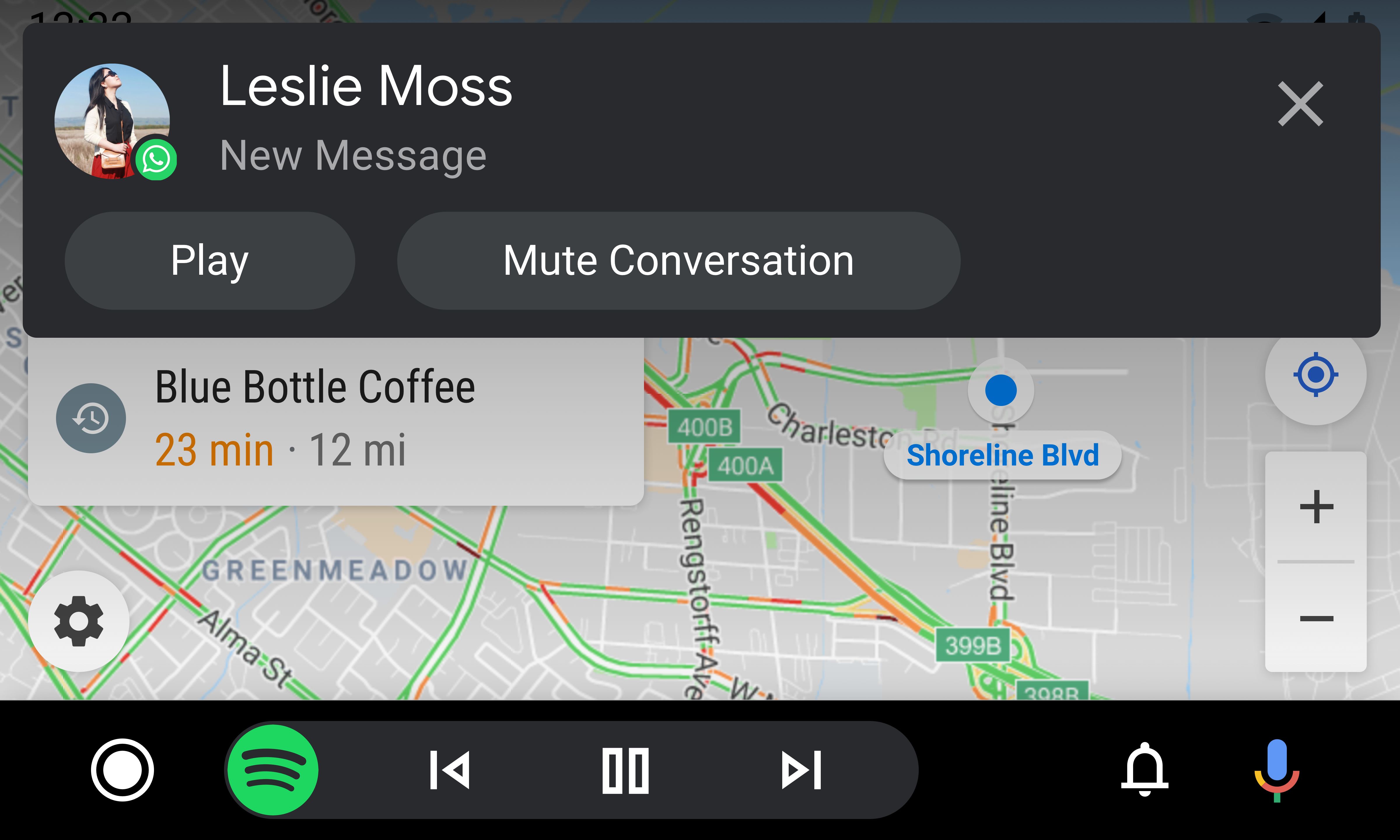
Récepteur DAB+/AM/FM/LW/CD/DVD/USB/microSDHC/GPS/Bluetooth/CarPlay/AndroidAuto

Android Auto est une version du système d'exploitation mobile Android de Google conçue pour s’intégrer dans les tableaux de bord automobiles. Elle permet aux smartphones et tablettes fonctionnant avec le système Android d'interagir directement avec le système multimédia du véhicule (typiquement un écran tactile), pour déporter les commandes du smartphone vers le tableau de bord.
Dans un premier temps, les fonctions assurées par ce système concernent la navigation GPS, la lecture de contenus multimédia (musique), les SMS, la téléphonie et la recherche sur Internet. Cependant, à l'instar du système Android, des fonctions peuvent s'ajouter par le biais d'applications.

## Principe de fonctionnement
Pour pouvoir utiliser le système, l'utilisateur doit être muni d'un appareil exécutant au minimum Android Lollipop (ou une version plus récente) et disposer d'un véhicule implémentant le système Android Auto.
Il connecte son appareil au véhicule par le biais d'une liaison conjointe câble USB et Bluetooth.
Le tableau de bord sert alors d'écran déporté, l'utilisateur retrouve ses applications et une interface habituelle visant à ne pas le distraire de sa conduite. Cependant, Android Auto va plus loin qu'une simple copie de l'écran du smartphone, en proposant une interface simplifiée mettant en avant les fonctions utiles lors de la conduite. Dans ce sens, on retrouve dans Android Auto la commande vocale de Google, Google Assistant, permettant de simplifier les interactions. Cet assistant virtuel peut, par exemple, lire les messages que l'on reçoit sur son smartphone à voix haute.

## Histoire
- 6 janvier 2014, Android Auto prend place dans l'Open Automotive Alliance, rassemblant 28 acteurs majeurs des secteurs automobile et des technologies mobiles comme Audi, Renault-Nissan et Nvidia.
- 25 juin 2014 : Android Auto a été dévoilé à Google I/O 2014.
- 19 mars 2015 : Android Auto est sorti.
- Mai 2015 : Hyundai est devenu le premier fabricant à offrir le support Android Auto, le rendant disponible pour la première fois dans la Hyundai Sonata 2015.
- Novembre 2016 : Google a ajouté la possibilité d'exécuter Android Auto en tant qu'application standard sur un appareil Android.
- Juillet 2019 : Android Auto a reçu sa première refonte majeure de l'interface utilisateur, qui, entre autres modifications, a apporté pour la première fois un tiroir d'applications à Android Auto. Google a également annoncé que la capacité de l'application d'être utilisée sur un téléphone serait abandonnée au profit du mode de conduite de Google Assistant.
- Décembre 2020 : Google a annoncé l'extension d'Android Auto à 36 pays supplémentaires en Europe, en Indonésie et plus encore.
- Avril 2021 : lancement d'Android Auto en Belgique, au Danemark, aux Pays-Bas, en Norvège, au Portugal et en Suède.

## Fonctionnalités & Avantages

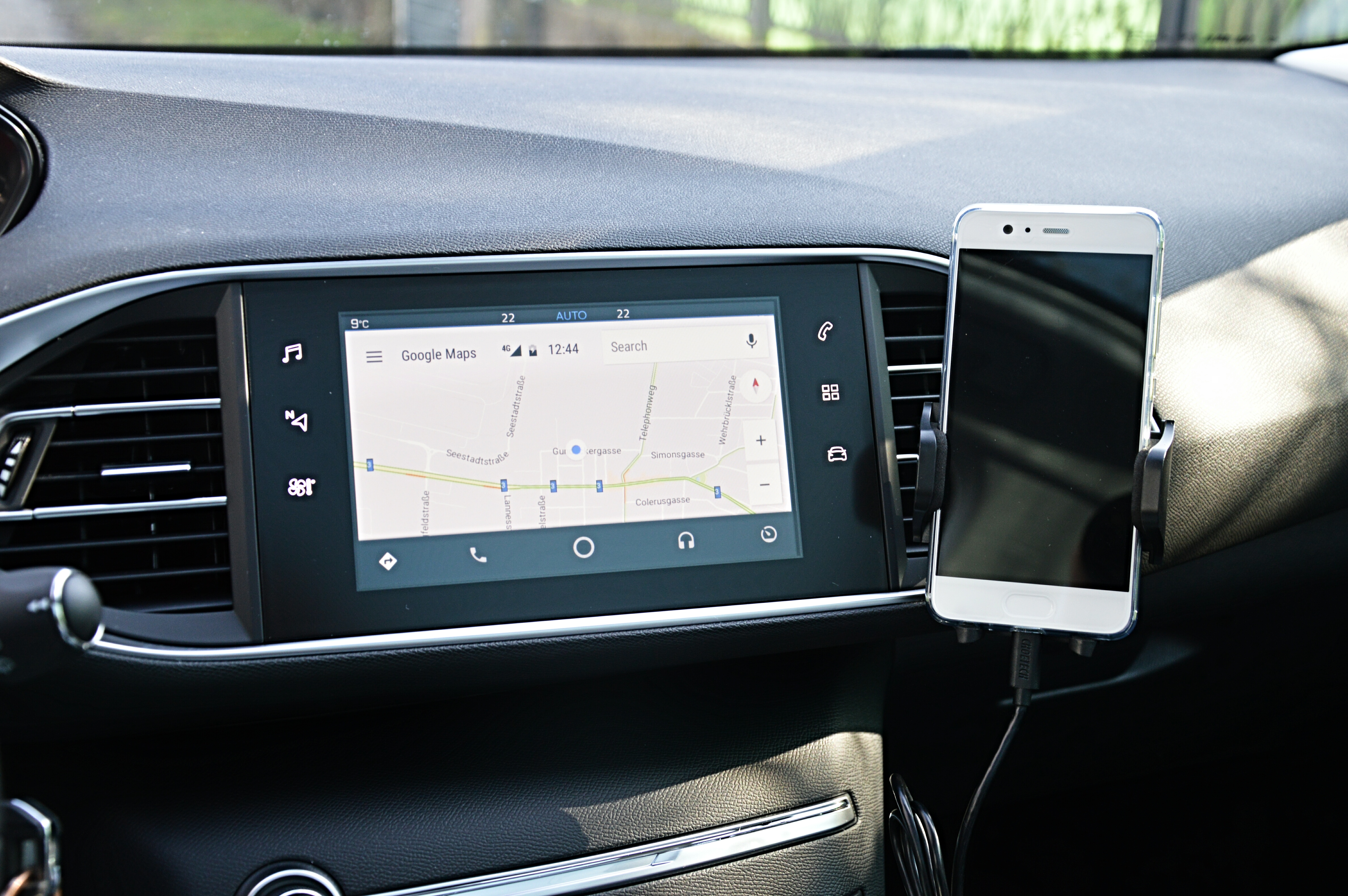
Android Auto en utilisation dans une Peugeot 308 II.

Le but d'Android Auto est d'étendre les fonctionnalités d'un appareil mobile Android sur le tableau de bord d'un véhicule équipé d'un écran tactile.
Parmi les principales fonctionnalités prises en charge, on retrouve :
- Cartographie GPS / Navigation
- Contrôle de la Musique
- Possibilité d'écouter les livres audio, les actualités
- Téléphonie
- Composition et lecture de SMS
- Utilisation d'applications de tchat
- Recherche Web
- Commande vocale
- Connexion sans fil Bluetooth

Avec le Google Assistant, vous pouvez à tout moment utiliser les commandes vocales de votre application pour obtenir de l'aide. Changement d'itinéraire, prévisions météo, playlist musicale, il suffit de lancer un "Hey Google" pour avoir accès à de nombreuses informations en gardant vos mains sur le volant et votre attention sur la route.
D'autres fonctions arriveront plus tard, par le biais d'applications. Un kit de développement logiciel Android Auto (SDK) disponible pour les développeurs, comportant des API spécifiques. En plus de ces options majeures, vous pouvez trouver d'autres fonctionnalités comme l'application constructeur du véhicule que vous possédez. Vous avez également la possibilité d'écouter vos SMS et d'y répondre en commande vocale.
De manière générale, Google espère avec ce système homogénéiser l'interface des applications afin de ne pas dérouter le conducteur pendant la conduite. Cela se traduira pour les développeurs par des marges de manœuvre limitées lors de la conception d'applications. Par exemple, le lecteur multimédia possédera à quelques détails près la même interface, quelle que soit l'application utilisée.

### Applications compatibles
Les applications de navigation sur smartphone, comme Google Maps, Waze ou encore Coyote, sont disponibles avec Android Auto. Pour les conducteurs de voitures électriques, l'application Chargemap fonctionne également. Il s'agit d'une application spécialisée dans la recherche de bornes et la planification des recharges. Depuis 2019, l'application GameSnacks est disponible ; elle permet de jouer à des jeux vidéo pendant que vous attendez quelqu'un, par exemple.
En ce qui concerne les services de communication (messageries, appels...), beaucoup d'applications fonctionnent avec Android Auto : WhatsApp, Facebook Messenger, Telegram, Hangouts, Signal, etc. Pour les messages écrits, Skype est aussi compatible. Android Auto peut également proposer des applications audio : Spotify, Deezer, YouTube Music, Amazon Music, Audible, etc. Il en va de même pour TuneIn, Oui FM ou encore Radio France.

### Appui sur le matériel de la voiture
Avec Android Auto, le dispositif mobile du conducteur aura accès à plusieurs capteurs et entrées de l'automobile.
| Matériel de la voiture               | Disponible pour les dispositifs mobile |
| ------------------------------------ | -------------------------------------- |
| GPS et antennes de haute qualité GPS | Oui                                    |
| commandes Direction-roue             | Oui                                    |
| Son système                          | Oui                                    |
| Haut-parleurs directionnels          | Oui                                    |
| Microphones directionnels            | Oui                                    |
| Vitesse des roues                    | Oui                                    |
| Boussole                             | Oui                                    |
| Données de la voiture                | En cours de développement              |
| Antenne mobile                       | Oui                                    |

## Aspect technique
Android Auto ne se veut pas être un système à part entière, dans le sens où il ne pourra certainement pas fonctionner de manière autonome. Il sera donc nécessaire de raccorder son smartphone pour profiter pleinement des fonctionnalités.
De plus, Android Auto ne disposera pas d'un Play Store dédié avec des applications spécifiques. En effet, Google a pris la décision, tout comme dans Android Wear, de permettre aux développeurs d'incorporer dans leurs applications Android standard un module compatible Android Auto. L'application sera donc stockée en grande partie sur le smartphone, qui n'enverra que les informations nécessaires à Android Auto et les développeurs n'auront pas à recréer une application dédiée.
Ce module sera en grande partie constitué d'API (développés par Google) pour assurer une homogénéité graphique au système, et les développeurs n'auront qu'une marge de manœuvre réduite.

## Partenariat avec les fabricants de voiture
Les fabricants d'automobile qui offrent Android Auto dans leurs voitures sont :
Abarth, Acura, Alfa Romeo, Audi, Bentley, Buick, BMW, Cadillac, Chevrolet, Chrysler, Dodge, Ferrari, Fiat, Ford, GMC, Genesis, Holden, Honda, Hyundai, Infiniti, Jaguar Land Rover, Jeep, Kia, Lamborghini, Lexus, Lincoln, Mahindra & Mahindra, Maserati,  Mazda, Mercedes-Benz, Mitsubishi, Nissan, Opel, Peugeot, RAM, Renault, SEAT, Škoda, SsangYong, Subaru, Suzuki, Tata Motors, Toyota, Volkswagen et Volvo.